# 수성 페인트
수성 페인트(water-based paint), 더 구체적으로는 수용성 유성 페인트(water miscible oil paint)는 가공되거나 유화제가 첨가된 유성 페인트로, 물로 희석하고 청소할 수 있다. 이러한 페인트를 사용하면 흡입 시 유해할 수 있는 테레빈유와 같은 휘발성 유기 화합물의 사용을 피하거나 최소한 줄일 수 있다. 수용성 유성 페인트는 전통적인 유성 페인트와 동일한 기술을 사용하여 혼합하고 적용할 수 있지만 아직 젖어 있는 동안 일반 비누와 물로 브러시, 팔레트, 헝겊에서 제거할 수 있다. 수용성이 발생하는 방식 중 하나는 분자의 한쪽 끝이 친수성이 되도록 조작되어 용액에서와 같이 물 분자에 느슨하게 결합하는 오일 매질을 사용하는 것이다. 이러한 유형의 페인트는 브러시 및 적용 장비를 물에서 청소할 수 있도록 설계되었지만 그 자체로는 물에 용해되지 않는 페인트와 다르다.

## 역사
수혼화성 유성 페인트의 선구자는 유성 페인트를 템페라와 혼합하고 계란이 유약 밑칠에 사용되는 유화제 역할을 하고 그림에 추가 광도를 제공하는 계란 템페라 방법인 "템페라 풀사"이다.